# سیرونه
سیرونه (به ایتالیایی: Sirone) یک کومونه در ایتالیا است که در استان لکو واقع شده‌است. سیرونه ۳٫۲ کیلومتر مربع مساحت و ۲٬۲۷۰ نفر جمعیت دارد و ۲۸۰ متر بالاتر از سطح دریا واقع شده‌است.